# Watshamia
Watshamia – rodzaj błonkówek z rodziny Pirenidae i podrodziny Pireninae. Obejmuje trzy opisane gatunki. Zamieszkują krainę etiopską.

## Morfologia
Błonkówki o ciele długości od 1,8 do 2,8 mm, zwykle ubarwione jaskrawo z metalicznym połyskiem. Głowa jest gęsto siateczkowana, o całobrzegim i łukowatym dolnym brzegu nadustka oraz torulusach krótkich czułków umieszczonych poniżej środka twarzy i niedaleko od wysokości dolnego brzegu oczu. U samic oczy te są owalne, u samców zaś silnie powiększone, stykające się z brzegami tylnych przyoczek. Skąpo owłosione skrzydła mają powiększoną pterostygmę i parastygmę. Metasoma przynajmniej u samicy jest bocznie skompresowana.

## Ekologia i występowanie
Owady te są parazytoidami tworzących galasy muchówek z rodziny pryszczarkowatych.
Rodzaj afrotropikalny, znany z Kenii, DR Konga, Zimbabwe, Namibii i Południowej Afryki.

## Taksonomia
Takson ten wprowadzony został w 1974 roku przez Zdenka Boučka. W 2013 roku jego rewizji dokonał Mircea-Dan Mitroiu. Zalicza się do niego trzy opisane gatunki:
- Watshamia gero Mitroiu, 2013
- Watshamia turneri Bouček, 1974
- Watshamia versicolor Bouček, 1974

Gatunkiem typowym Bouček wyznaczył ostatniego z wymienionych.